# Mandelík hajní
Mandelík hajní (Coracias garrulus) je středně velký, pestře zbarvený pták z čeledi mandelíkovitých. Je blízce příbuzný s vlhou.

## Taxonomie
Jsou uváděny 2 poddruhy:
- Coracias garrulus garrulus Linnaeus, 1758 – mandelík hajní evropský (sever Afriky, jižní a východní Evropa, v Asii zasahuje po Irák)
- Coracias garrulus semenowi Loudon & Tschusi, 1902 – mandelík hajní asijský (střední Asie)

## Popis
- Délka těla: 29–32 cm
- Rozpětí křídel: 52–58 cm
- Hmotnost: 180 g

Mandelík hajní je velký asi jako kavka obecná. Je pestře zbarvený. Hlava, krk a spodina těla jsou zelenavě azurová. Křídla mají hned několik barev; malé a střední krovky jsou ultramarínové, ultramarín pak přechází do azurové na velkých ručních a velkých předloketních krovkách. Ruční i předloketní letky jsou z vrchu černé a zespodu ultramarínové. Ramenní krytky a krycí letky jsou zlatě okrové, tato barva dále pokračuje na záda, kde dále přecházejí zpět v ultramarín před rýdovacími pery. Samotná rýdovací pera jsou tmavě azurová, s nádechy okru. Z obou stran ocasního vějířku jsou světlejší. Jednotlivá pohlaví se zbarvením neliší; mladí jedinci mají bledší barvy, krk a prsa jsou okrová, krajní rýdovací pera bez černých špiček.
Samotný tvar ocasních per je pravoúhle zastřižený, vnější pár rýdovacích per je nejdelší a má černé špičky. Křídla jsou relativně dlouhá, zatímco nohy jsou krátké.
Při zpěvu vydává drsné zvuky „krak, krak, krak“.

## Rozšíření
Hnízdí v jižní, střední a jihovýchodní Evropě, západní a střední Asii a v severní Africe. Ptáci v srpnu až září na zimu migrují do východní Afriky, odkud se do střední Evropy začínají vracet obvykle během dubna.
Mandelík je poměrně hojně rozšířen, ale v posledních třiceti letech[kdy?] jeho populace dosti rychle klesá.
V Česku v minulosti hnízdil pravidelně, i dost početně (i v koloniích), ovšem během 20. století zcela vymizel. V letech 1985–1989 byly zaznamenány max. tři páry. Poslední pravděpodobné hnízdění bylo zaznamenáno v roce 1991 v okolí Brna; dle seznamu z roku 2003 se již na území ČR nevyskytuje. V současnosti (2005) jsou pozorováni jen ojediněle ptáci na tahu. Na naše území přilétal v dubnu až v květnu a odlétal v srpnu až září.

## Prostředí
Tažný pták. Žije zpravidla osaměle, pouze v jižní Evropě také v koloniích. Dává přednost otevřené krajině v rovinách a pahorkatinách s roztroušenou zelení – menšími lesíky, většími parky, ovocnými sady, alejemi starých vykotlaných stromů atp. Usazuje se i ve větších lesních komplexech, pokud jsou v nich rozsáhlejší paseky a duté stromy. V mimohnízdní době se objevuje i na zcela bezlesých místech.

## Hnízdění
Hnízdí jednotlivě, jednou ročně, během května. Na vhodných hnízdištích (hlinité stěny, doupné stromy) je i více párů pohromadě, někdy ve společnosti dalších druhů, jako jsou kavky, vlhy, poštolky aj. Dokud hnízdil v ČR, přiletoval již v párech. Samec létá vysoko nad hnízdištěm a opakovaně se spouští střemhlav dolů, přičemž se hlasitě ozývá „ra kra kra kra krááá“. Místo hnízda volí samec; zaletuje ke vchodu a „ukazuje“ hnízdo samici.
Hnízdo má vždy v dutinách, zpravidla stromových (např. po datlech nebo žlunách), někdy v děrách hlinitých stěn, ve štěrbinách zdiva, případně v budkách. Dutiny ani budky nevystýlá. Snáší 4–6 čistě bílých vajec, na nichž sedí oba rodiče (samička déle). Mláďata krmí oba rodiče, v prvních dnech potravu podává pouze samička. Mláďata hnízdo opouštějí ve věku 25–30 dní a jsou ještě krmena v okolí hnízda. Nejvyšší dosažený věk v přírodě je více než 9 let.

## Potrava
Živí se téměř výhradně živočišnou potravou, zejména většími členovci, především hmyzem. Ojediněle byli v potravě zaznamenáni drobní savci (rejsci, hraboši), drobné žáby či ještěrky atp. Nestravitelné části vyvrhuje, vývržky (20–35 mm × 10–15 mm) se rychle rozpadají. Kořist vyhlíží z vyvýšeného místa (větev stromu, kůl; sloup či dráty elektrického vedení atp.) a sletuje za ní na zem. Po zemi nechodí, i na krátké vzdálenosti přeletuje. V letu loví potravu zřídka.

## Galerie

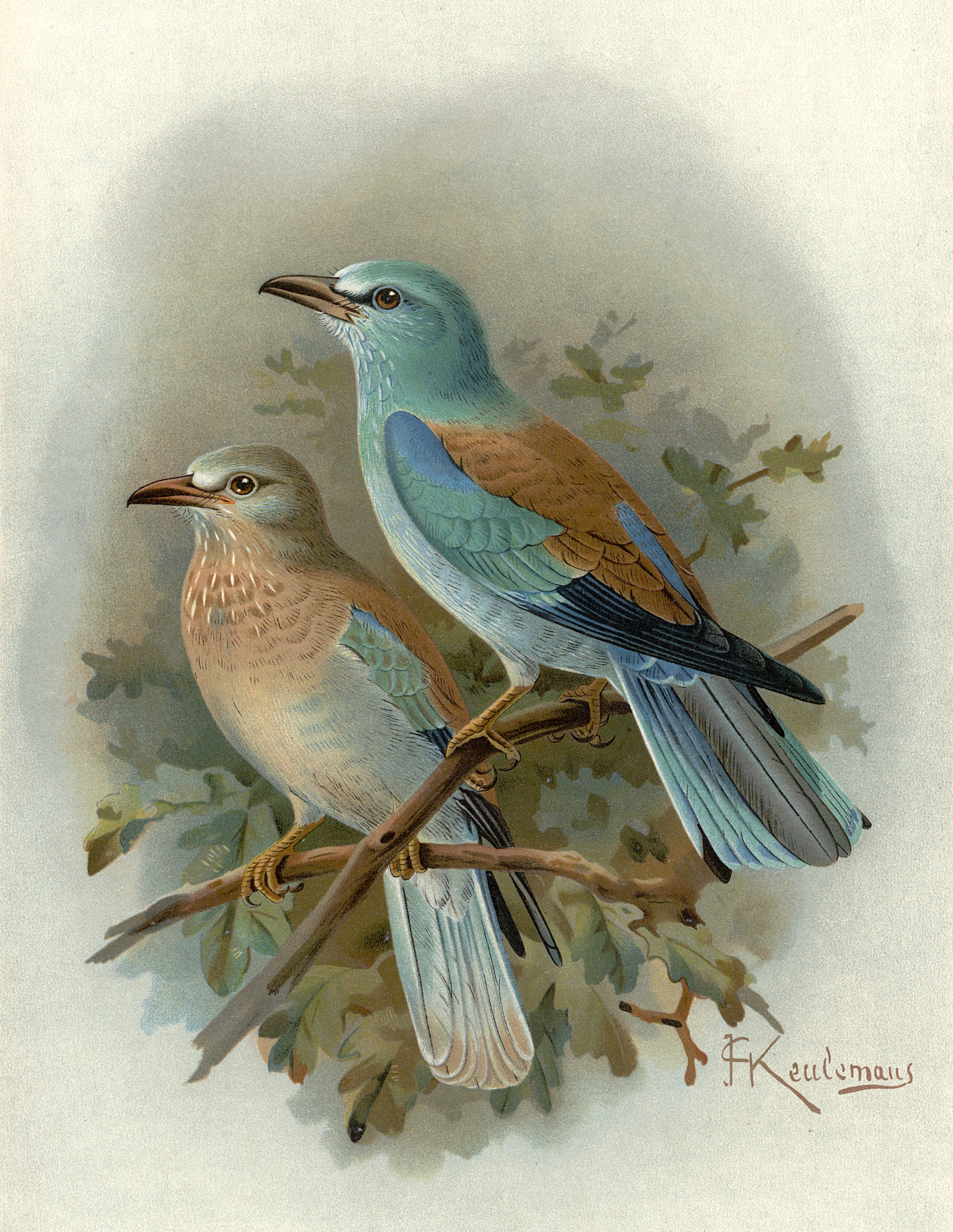
Mladý a dospělý mandelík
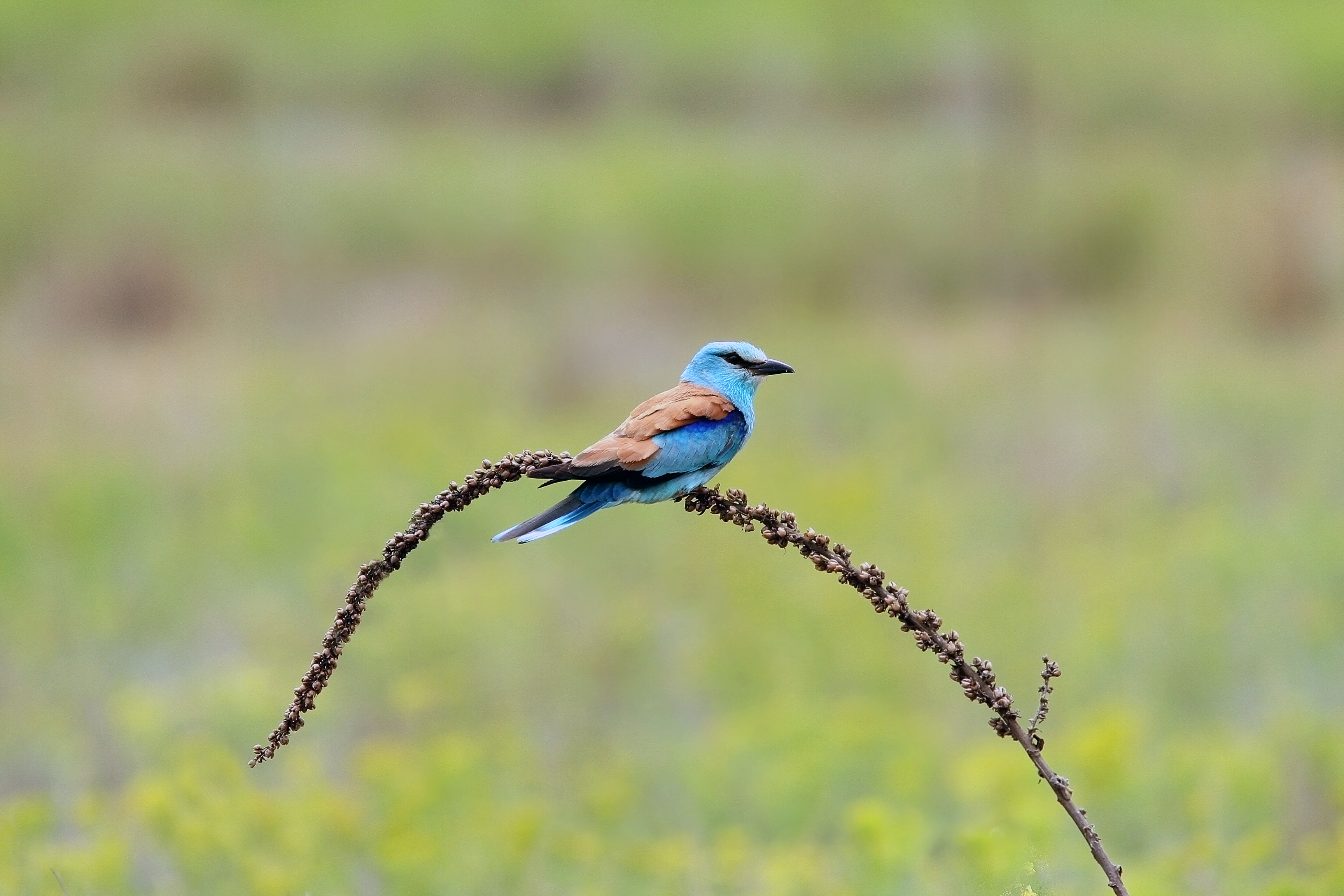
Mandelík v přírodě
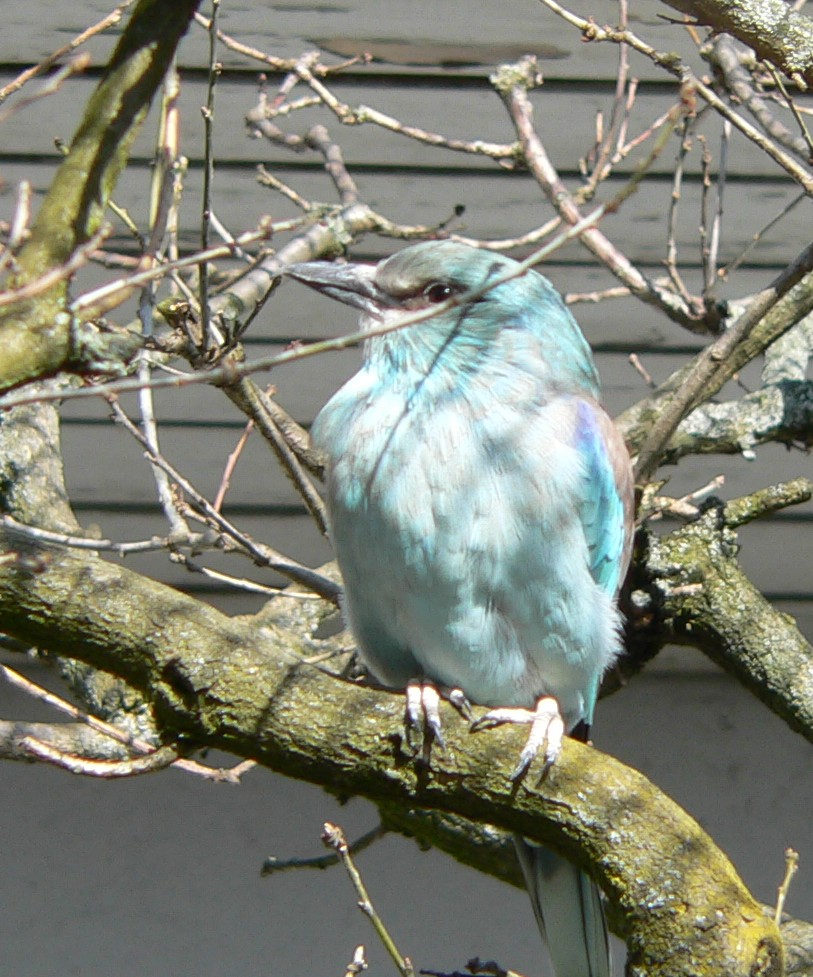
Mandelík ve voliéře
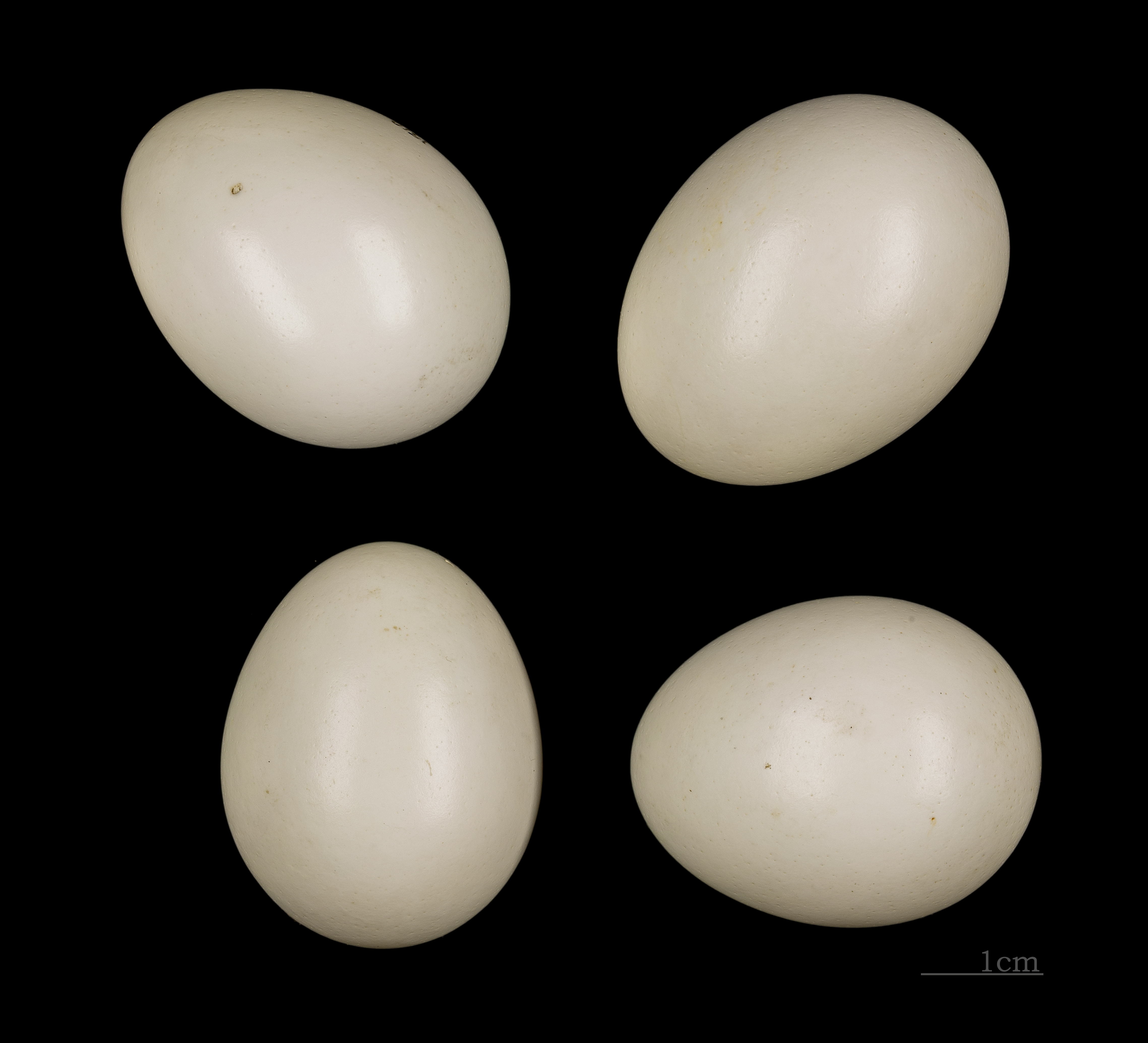
Vejce

## České pojmenování
České jméno mandelík vychází z faktu, že pták vyhlíží kořist z vyvýšených míst – při práci na polích si jej lidé nejčastěji všímali, když seděl na seskupených snopech obilí čili na tzv. panácích neboli mandelech (mandelích). Domnívali se, že pták na mandelech polyká klasy. Zdrobnělina slova mandel je mj. mandelík. Dříve byl nazýván mandelík hájní či mandelík obecný. Z hlediska onomaziologických motivací je pták pojmenován podle činnosti a z hlediska doby vzniku se jméno řadí mezi česká předobrozenecká jména.

### Video
- Jarmila Kačírková: Mandelík hajní (Coracias garrulus) Maďarsko, 2. 5. 2019: https://youtu.be/UdJ_l7y1FvY